# The Blood Arm
The Blood Arm est un groupe américain de rock originaire de Los Angeles, en Californie, formé en 2003.
Le groupe se distingue notamment par les performances scéniques très énergiques de son leader Nathaniel Fregoso, qui a pour habitude de se percher sur les enceintes, de descendre de scène pour chanter au milieu de la foule ou encore de faire des slams.
Franz Ferdinand mentionne régulièrement The Blood Arm comme l'un de ses groupes favoris lors des interviews, et les invite à faire la première partie de leurs trois premières dates lors de leur seconde tournée américaine.
Fin septembre 2007, ils sortent un duo avec Anaïs, une reprise d'un de leurs titres, Do I have your attention?.

## Membres
- Nathaniel Fregoso : Chants
- Zebastian Carlisle : Guitare
- Zachary Amos : Batterie
- Dyan Valdés : Clavier